# تروفيو سيرا دي ترامونتانا 2017
تروفيو سيرا دي ترامونتانا 2017 (بالإسبانية: Trofeo Serra de Tramontana 2017 )‏ هو سباق دراجات هوائية، وهو الموسم رقم 26 من نفس السباق، وأقيم في 27 يناير 2017، وامتدّ لمسافة 153.9 كيلومتر، وهو أحد سباقات طواف أوروبا للدراجات 2017، وهو من نوع سباق الدراجات، وقد شارك في السباق 146 متسابقاً ووصل إلى نهايته 93 متسابقاً.
فاز فيه بالمركز الأول تيم فيلانز، وبالمركز الثاني Louis Vervaeke ‏، وبالمركز الثالث فيسينت غارسيا دي ماتيوس، والفائز حسب ترتيب السرعة Jon Irisarri ‏، والفريق الفائز في ترتيب الفرق لوتو سودال 2017.

## الفرق
| فرق عالمية (4)- Bora-Hansgrohe - Lotto-Soudal - Movistar Team - سكاي فرق قارية محترفة (6)- كاجا رورال-سيغوروس 2017 ‏ - Cofidis, Solutions Crédits - Fortuneo-Vital Concept - غازبروم روسفيلو ‏ - نوفو نورديسك 2017 ‏ - رومبوت تشارلز ‏ فرق قارية (6)- أموري وفيتا - برودير ‏ - Equipo Bolivia ‏ - موسم برجس بي إتش 2017 ‏ - موسم يوسكادي مورياس 2017 ‏ - Inteja Dominican Cycling Team ‏ - Nice Cycling Team ‏ فرق وطنية (3)- فريق ألمانيا لركوب الدراجات للرجال 2017‏ - فريق إسبانيا لركوب الدراجات للرجال 2017 ‏ - فريق المملكة المتحدة لركوب الدراجات للرجال 2017 ‏ |  |
| |  |

## التصنيف العام النهائي
| التصنيف العام | التصنيف العام           | التصنيف العام   | التصنيف العام               | التصنيف العام |        |
| الدراج        | الدراج                  | البلد           | الفريق                      | الوقت         | السرعة |
| ------------- | ----------------------- | --------------- | --------------------------- | ------------- | ------ |
| 1.            | تيم فيلانز              | بلجيكا          | لوتو سودال                  | 4 س 06 د 42 ث |        |
| 2.            | Louis Vervaeke ‏         | بلجيكا          | لوتو سودال                  | + 24 ث        |        |
| 3.            | فيسينت غارسيا دي ماتيوس | إسبانيا         | إسبانيا                     | + 29 ث        |        |
| 4.            | تاو غايغن هارت          | المملكة المتحدة | سكاي                        | + 58 ث        |        |
| 5.            | أندريه أمادور           | كوستاريكا       | موفيستار                    | + 2 د 15 ث    |        |
| 6.            | إيمانويل بوتشمان        | ألمانيا         | بورا هانسغروه               | + 2 د 32 ث    |        |
| 7.            | ديفيد بيلدا             | إسبانيا         | Burgos BH                   | + 2 د 56 ث    |        |
| 8.            | تيسج بنوت               | بلجيكا          | لوتو سودال                  | + 3 د 43 ث    |        |
| 9.            | أليخاندرو بالبيردي      | إسبانيا         | موفيستار                    | + 3 د 43 ث    |        |
| 10.           | Elmar Reinders ‏         | هولندا          | Roompot-Nederlandse Loterij | + 4 د 21 ث    |        |

### الفرق حسب الوقت
| تصنيف الفرق حسب الوقت | تصنيف الفرق حسب الوقت | تصنيف الفرق حسب الوقت | تصنيف الفرق حسب الوقت |        |
| الفريق                | الفريق                | البلد                 | الوقت                 | السرعة |
| --------------------- | --------------------- | --------------------- | --------------------- | ------ |
| 1.                    | Lotto-Soudal          | بلجيكا                | 12 س 24 د 13 ث        |        |
| 2.                    | موفيستار              | إسبانيا               | + 7 د 59 ث            |        |
| 3.                    | بورا هانسغروه         | ألمانيا               | + 9 د 00 ث            |        |

## وصلات خارجية
- الموقع الرسمي
- تروفيو سيرا دي ترامونتانا 2017 على موقع إحصائيات الدراجات الإحترافية (الإنجليزية)
- تروفيو سيرا دي ترامونتانا 2017 في موقع Cycling Archives سايكلنج أركايفز